# Saint-Martin, Valais
Saint-Martin (frankoprovensalska: Sent-Martin) är en ort och kommun i distriktet Hérens i kantonen Valais, Schweiz. Kommunen har 841 invånare (2023).
Kommunen består av byarna Saint-Martin, Eison, La Luette, Liez, Praz-Jean, Suen och Trogne.